# Mecamor
Mecamor (arménsky Մեծամոր) je město v provincii Armavir v Arménii. K roku 2009 v něm žilo přes deset tisíc obyvatel.

## Poloha
Mecamor leží nedaleko řeky Mecamoru, přítoku Araksu, po které je pojmenován. Od Jerevanu, hlavního města Arménie, je vzdálen přibližně třiadvacet kilometrů západně, od Armaviru, správního střediska provincie, je vzdálen přibližně deset kilometrů východně.

## Dějiny
Mecamor byl založen v roce 1969 pro pracovníky tehdy budované jaderné elektrárny Mecamor. Status města má od roku 1992.